# جون برينت (لاعب كريكت)
جون برينت (29 يناير 1956 في المملكة المتحدة - ) (بالإنجليزية: Jon Brent)‏ هو لاعب كريكت زيمبابوي.

## وصلات خارجية
- جون برينت على موقع إي آس بي آن كريك إنفو (الإنجليزية)